# Een slimme meid is op haar toekomst voorbereid
Een slimme meid is op haar toekomst voorbereid was de slogan (slagzin) van een postbus 51-campagne van de Nederlandse Rijksoverheid die liep van 1989 tot en met 1992. Het doel van deze voorlichtingscampagne was het stimuleren van emancipatie en arbeidsparticipatie onder meisjes en jonge vrouwen, en ze ervan bewust te maken dat zij in de toekomst niet meer zouden kunnen rekenen op de financiële situatie van het kostwinnersmodel. De campagne was de opvolger van Kies exact.

## Toeslagenwet en arbeidsparticipatie
De campagne viel samen met de invoering van de 1990-maatregel, die er als onderdeel van de Toeslagenwet op neerkwam dat uitkeringsgerechtigden geen recht hadden op een toeslag als zij een gezamenlijke huishouding voerden met iemand die geboren was na 31 december 1971 (dus op of na 1 januari 1990 18 jaar is geworden), tenzij tot het huishouden een kind tot de leeftijd van 12 jaar behoorde. 
Deze maatregel had tot doel om eenieder individueel verantwoordelijk te maken voor zijn of haar eigen inkomen. Dit moest de arbeidsparticipatie van vrouwen ten goede komen en een besparing op de uitkeringslasten opleveren.  
In 1992 werd de campagne afgesloten met een eenmalige actie waarbij verwezen werd naar sterrenbeelden, in een poging om de doelgroep (meisjes tussen 14 en 17 jaar) te bereiken. Dit werd beschouwd als een omstreden zet en resulteerde in kamervragen over de effectiviteit van de campagne. De toenmalige staatssecretaris Elske ter Veld droeg aan dat uit een effectmeting was gebleken dat de campagne effectief was geweest en de doelgroep vrijwel volledig bereikt was.

## Effect
Ruim dertig jaar later leek de campagne zijn doel bereikt te hebben. Waar in 1990 nog 25% van de vrouwen economisch zelfstandig was, betrof dat in 2018 65%. Wel is het opvallend dat vrouwen over het algemeen vaker dan mannen in deeltijd werken, en minder verdienen dan mannen.
De slogan zelf is nog steeds bekend bij de generatie die opgroeide in de jaren '80 en '90 en werd in 2019 gebruikt door drs. Vreneli Stadelmaier als titel van haar boek “Een slimme meid is op haar toekomst voorbereid. Survivalgids voor jonge ambitieuze vrouwen”.